# Thomas Geerdinck
Thomas Geerdinck (Hengelo, 26 augustus 1995) is een Nederlandse oud-langebaanschaatser.
In het begin van zijn loopbaan was Geerdinck een allrounder; zo werd hij derde op het NK allround 2018, maar in het seizoen 2020-2021 maakte hij de overstap naar de sprint. Nadat hij was gestopt werd hij assistent-trainer bij Team Novus.

## Persoonlijk
Geerdinck heeft tot 2019 een relatie gehad met schaatsster Joy Beune.

## Persoonlijke records
| Afstand      | Tijd     | Datum            | Baan       |
| ------------ | -------- | ---------------- | ---------- |
| 500 meter    | 35,03    | 27 december 2021 | Heerenveen |
| 1000 meter   | 1.09,55  | 31 oktober 2021  | Heerenveen |
| 1500 meter   | 1.46,74  | 2 november 2019  | Heerenveen |
| 3000 meter   | 3.45,13  | 21 oktober 2017  | Heerenveen |
| 5000 meter   | 6.27,30  | 1 november 2019  | Heerenveen |
| 10.000 meter | 13.30,79 | 27 januari 2019  | Heerenveen |

(laatst bijgewerkt: 30 januari 2022)

## Resultaten
| Jaar | NK Afstanden                               | NK Allround | NK Sprint | WK Junioren                 |
| ---- | ------------------------------------------ | ----------- | --------- | --------------------------- |
| 2015 |                                            | NC20        |           | 18e 500m 18e 1500m 6e 5000m |
| 2016 | 5e massastart                              | NC10        |           |                             |
| 2017 | 29e massastart                             | 5e          |           |                             |
| 2018 | 13e 1500m                                  | Brons       |           |                             |
| 2019 | 21e 500m 19e 1500m 14e 5000m               | 4e          |           |                             |
| 2020 | 13e 500m 8e 1000m 11e 1500m 17e massastart | 5e          |           |                             |
| 2021 | 9e 500m 16e 1000m 14e 1500m                |             | 15e       |                             |
| 2022 | 6e 500m 15e 1000m 17e 1500m                |             | NS4       |                             |
| 2023 | 15e 500m                                   |             |           |                             |